# Império do Marangá
GRES Império do Marangá é uma escola de samba extinta tradicional do bairro de  Jacarepaguá, na cidade do Rio de Janeiro. Foi fundada a 20 de janeiro de 1957, a partir da fusão das escolas Império de Jacarepaguá e Unidos do Marangá. Suas cores eram o azul e branco. Sua sede ficava na Rua Maricá. A Império do Marangá foi a primeira escola a desfilar na Passarela do Samba. Leandro Miguel da Silva, de seis anos, foi o primeiro sambista a pisar o asfalto do Sambódromo, a 2 de março de 1984.

## História
Em 1952, a Unidos do Marangá foi a 6° colocada no Grupo 2 (atual acesso A). Em 1953 a Unidos do Marangá não foi julgada e a Império de Jacarepaguá não desfilou. Em 1954, a Império de Jacarepaguá foi a 5ª colocada no Grupo 2 (atual acesso A) e a Unidos de Marangá foi a 9ª.
Em 1955, a Unidos de Marangá foi 8ª colocada no Grupo 2 (atual acesso A) e a Império de Jacarepaguá foi 12ª colocada. Em 1956, a Unidos de Marangá não desfilou e a Império de Jacarepaguá foi a 13ª colocada com o enredo (Indígenas do Brasil. Em 1957, já formada após a fusão das duas agremiações de Jacarepaguá, foi a 4ª colocada no Grupo 2 (atual acesso A) com o enredo Sucessão de bandeiras. Em 1958, foi 18ª colocada no Grupo 2 (atual acesso A) com o enredo Três páginas da história do Brasil. Em 1959, foi 7° lugar no Grupo 2 (atual acesso A). 
Em 1960, foi 3° lugar no Grupo 2 (atual acesso A) com o enredo Rio antigo Colonial. Em 1961, foi 11° lugar no Grupo 2 (atual acesso A) com o enredo Vultos que engrandeceram a História. Em 1962, foi 11° lugar no Grupo 2 (atual acesso A) com o enredo Cenas do carnaval na Rua do Ouvidor. Em 1963, foi 13° lugar no Grupo 2 (atual acesso A) com o enredo Exaltação ao Barão do Rio Branco. Em 1964, foi 11ª colocada no Grupo 2 (atual acesso A) com o enredo Aclamação a D. Pedro I. Em 1965, foi 14ª colocada e rebaixada do Grupo 2 (atual acesso A) para o Grupo 3. O enredo era Exaltação ao IV centenário do Rio de Janeiro. 
Em 1966, foi 7° lugar no Grupo 3 (Acesso B) ao trabalhar o enredo Teatro da ópera dos vivos. Em 1967, foi 13° lugar no Grupo 3 (Acesso B) ao trazer o enredo Homenagem ao Estado do Maranhão. 
Em 1968, foi 15° lugar no Grupo 3 (Acesso B) ao apresentar o enredo Bailado histórico do Rio de Janeiro. Em 1969, foi 6° lugar no Grupo 3 (Acesso B) ao apresentar o enredo Glória das três raças. Em 1970, foi 16ª colocada no Grupo 3 (Acesso B) ao apresentar o enredo Minas de prata. Em 1971, estava no Grupo 3, hoje Grupo de acesso B, ficando em 6° lugar, quando apresentou o enredo Marco da colonização. Em 1972, foi promovida para o Grupo 2 (atual acesso A), ficando em 3° lugar com o enredo Agora é tempo de Pernambuco. Em 1973, foi 14° lugar, caindo novamente o Grupo 3 com o enredo Aquarela do Brasil. 
Em 1974, foi 5° lugar no Grupo 3 com o enredo Primavera seus encantos. Em 1975, foi 4ª colocada no Grupo 3, sendo promovida para o 2 com o enredo Mascaradas. Em 1976, foi 6° lugar no Grupo 2 com o enredo Glórias ao Teatro Municipal. No ano seguinte, repetiu a mesma colocação com o enredo Lenda do arco-íris. Em 1978, foi 7ª com o enredo Salamanca do Jarau. Em 1979, foi remanejada para o Grupo 2-A (atual acesso B), apresentando o enredo Os verdes mares de Iracema, ficando em 4° lugar e sendo promovida ao Grupo 1-B (acesso A). 
Em 1980, não desfilou. Em 1981, voltou no Grupo 1-B (atual acesso A) ficando em 10° lugar, mantendo-se. Em 1982, ficou em 9° lugar com o enredo Lágrimas. No ano seguinte, foi a última colocada (12ª), contudo nenhuma escola foi rebaixada de grupo. O enredo apresentado foi A coroa do rei não é de ouro nem de prata. Em 1984, acabou rebaixada na última colocação. Novamente a 12ª colocada, com o enredo Águas lendárias. Em 1985, sofreu nova queda. Estando no Grupo 2-A (acesso B), desceu novamente ao ficar na 11ª colocação com o enredo Paraíso da ilha do Sol. 
Em 1986, no Grupo 2-B (acesso C), foi a campeã com o enredo Bom cabrito não berra. Nesse ano, Décio Marculino Teles, ex-jogador profissional do São Cristóvão, assumiu a presidência e melhorou o nível da agremiação. No ano seguinte, foi a 3ª colocada no Grupo 3 (atual acesso B), quase subindo para o outro grupo. O enredo apresentado foi Salve a Bahia de Carybé. 
Em 1988, foi apenas 7ª colocada no Grupo 3 com o enredo (Da praia ao futebol, tudo acaba em carnaval. Em 1989, foi 8° lugar no Grupo 3 com o enredo  Nação Maracatu. No ano seguinte, foi 4ª colocada com o enredo Clementina, uma rainha negra. Em 1991, foi 7ª no Grupo 3, apresentando o enredo Do Congo à coroação de rei. Em 1992, foi 6° lugar no Grupo 3, apresentando o enredo Cinderela Brasileira. No ano posterior, foi apenas a 8ª com o enredo Festa na cidade, o circo chegou. 
Em 1994, foi a 11ª colocada, caindo para o Grupo 4. O enredo foi Água de Meninos. Em 1995, foi remanejada para o recém-criado Grupo de acesso B, ficando na 12ª colocação com o enredo No balanço das ondas do mar. Em 1996, estava no Grupo de acesso D e seria rebaixada ao ficar na 8ª posição. O enredo foi Um sonho de liberdade. Contudo, para o ano seguinte, a escola continuou no mesmo grupo e ficou na 6ª colocação com o enredo Alô Brasil, se todos se dessem as mãos seríamos um dos senhores do amanhã. 
Em 1998, foi a 11ª colocada no Grupo D (penúltima), sendo rebaixada para o Grupo E. O enredo apresentado foi A lenda da Lua. Em 1999, participou pela primeira vez em sua história do Grupo de acesso E, ficando na modesta 6ª colocação com o enredo Ceará, terra do sol. Foi o último ano da Império do Marangá. A escola não resistiu ao crescente profissionalismo do carnaval carioca e abandonou os desfiles ao final da década de 90. Acabava em tristeza uma longa travessia de alegria no carnaval carioca.